# Graphania griseipennis
Graphania griseipennis là một loài bướm đêm trong họ Noctuidae.